# Тшмелево (Поморське воєводство)
Тшмелево (пол. Trzmielewo) — село в Польщі, у гміні Жечениця Члуховського повіту Поморського воєводства.
Населення — 23 особи (2011).
У 1975-1998 роках село належало до Слупського воєводства.

## Демографія
Демографічна структура станом на 31 березня 2011 року:
|          | Загалом | Допрацездатний вік | Працездатний вік | Постпрацездатний вік |
| -------- | ------- | ------------------ | ---------------- | -------------------- |
| Чоловіки | 14      | 1                  | 9                | 4                    |
| Жінки    | 9       | 0                  | 2                | 7                    |
| Разом    | 23      | 1                  | 11               | 11                   |